# Chaîne Franklin
La chaîne Franklin (en anglais : Franklin Mountains, en espagnol : Sierras de los Mansos) est une petite chaîne de montagnes de 37 km de long et de 5 km de large qui s'étend de la ville d'El Paso au Texas, jusqu'au Nouveau-Mexique au nord. La chaîne Franklin s'est formée sous l'effet de l'extension de la croûte terrestre liée au rift cénozoïque du Rio Grande. Bien que la topographie actuelle de la chaîne et des bassins adjacents soit contrôlée par l'extension au cours du rifting des 10 derniers millions d'années, les failles au sein de la chaîne enregistrent également une déformation au cours de l'orogenèse laramienne, il y a environ 85 à 45 millions d'années.
Le plus haut sommet est North Franklin Mountain culminant à 2 187 m d'altitude. Une grande partie de la chaîne fait partie du parc d'État des montagnes Franklin. Les montagnes sont composées principalement de roches sédimentaires avec quelques intrusions ignées. Les géologues les appellent montagnes de failles à blocs inclinés et on y trouve des roches précambriennes vieilles de 1,25 milliard d'années, les plus anciennes du Texas,.

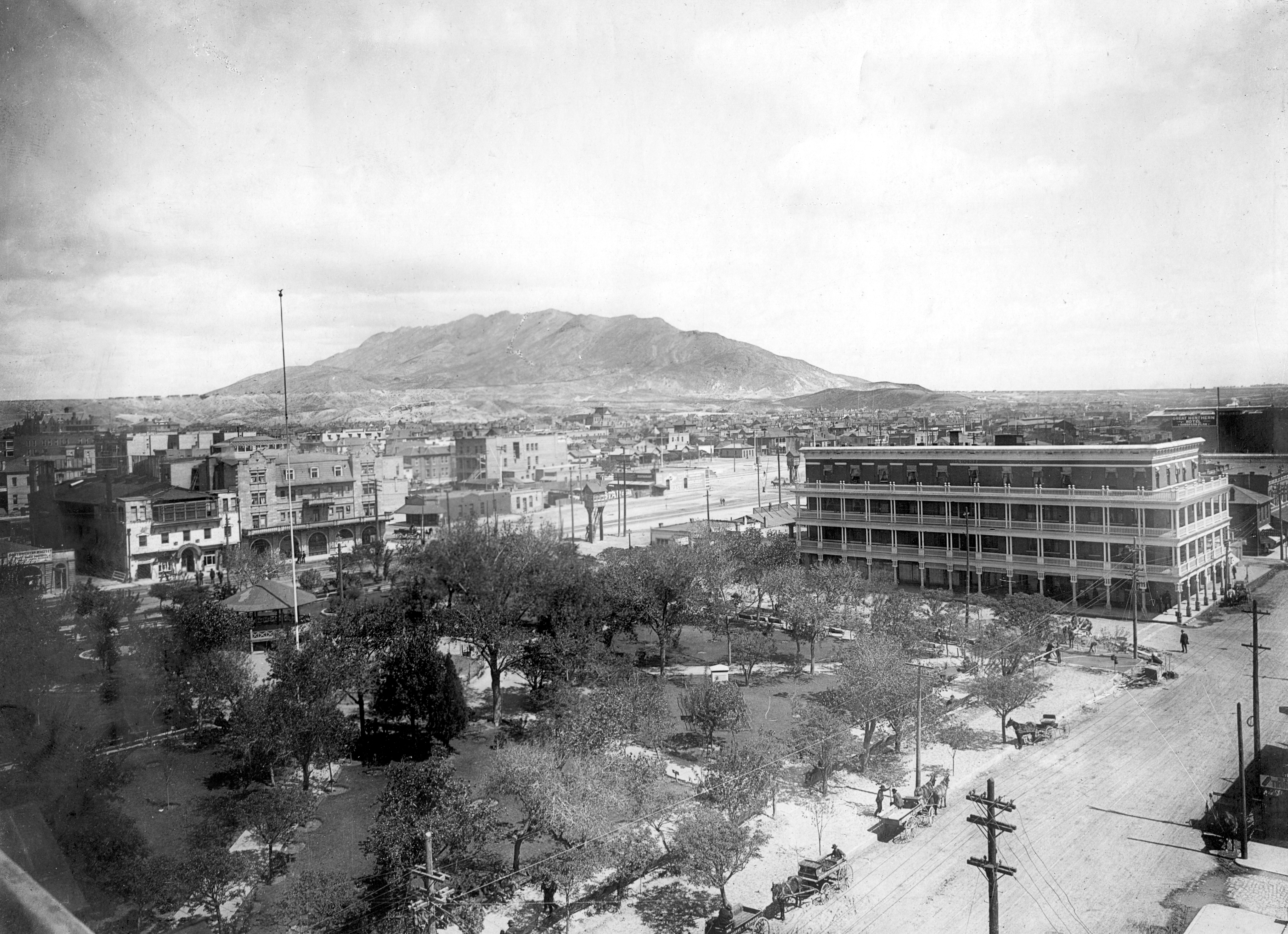
Vue de l'extrémité sud de la chaîne Franklin depuis El Paso, montrant la fin abrupte de la chaîne, sa pente inclinée vers l'ouest et les dépôts de bolson en terrasses de chaque côté (1908)[5].
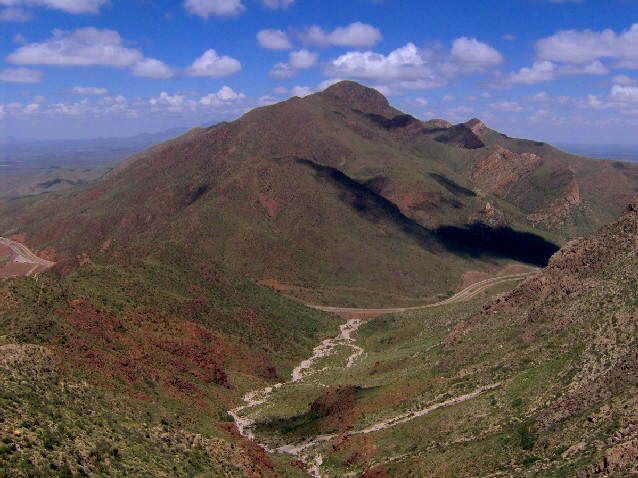
North Franklin Mountain, vue vers le nord-est depuis la South Franklin Mountain.
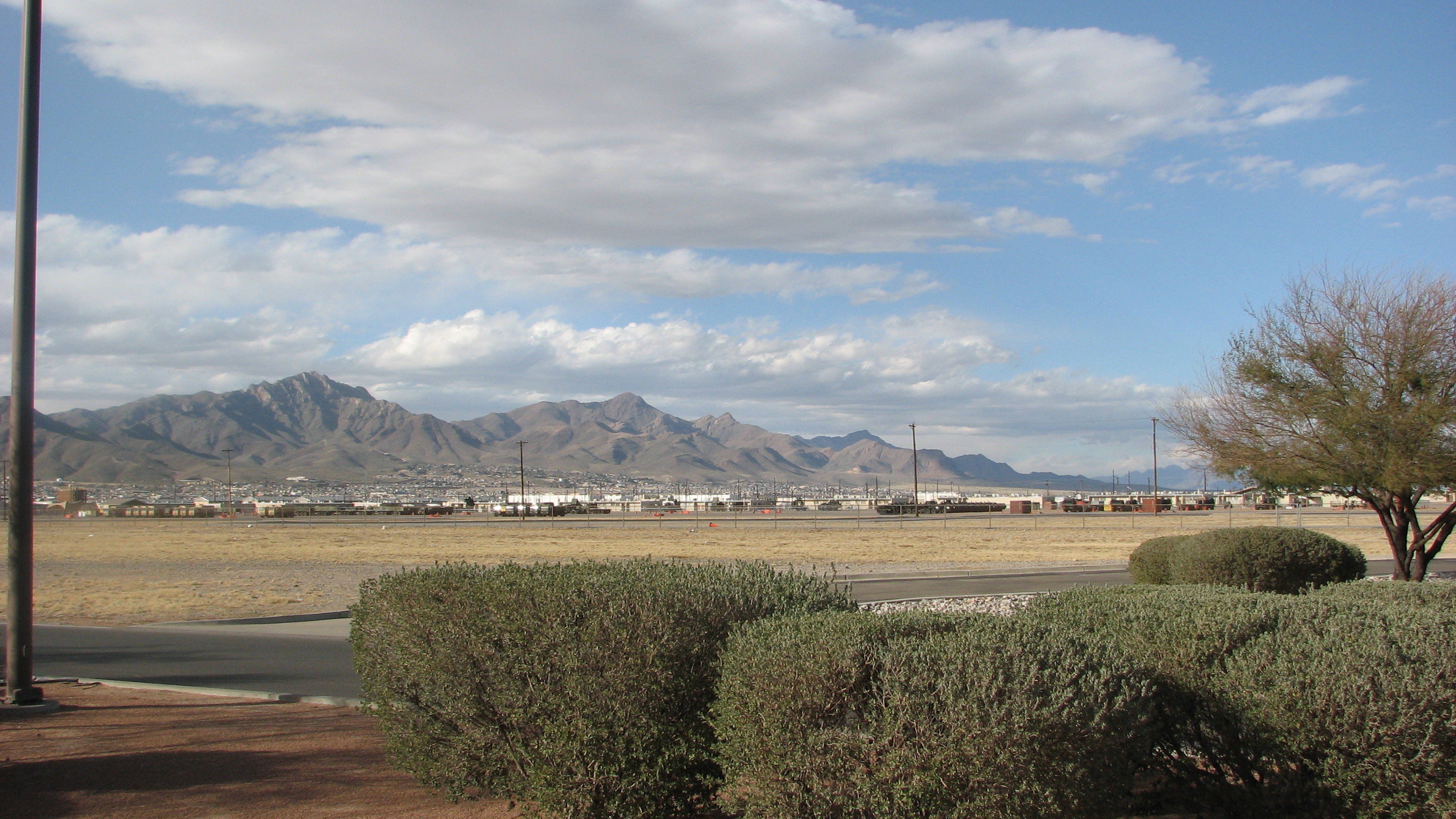
Vue de North et South Franklin Mountain, de gauche à droite, avec El Paso, depuis Fort Bliss. La chaîne Organ peut être aperçue au nord, dans la partie droite de l'image.
La chaîne Franklin avec le nord-ouest d'El Paso en arrière-plan.